# Alexania floridana
Alexania floridana is een slakkensoort uit de familie van de Epitoniidae. De wetenschappelijke naam van de soort werd voor het eerst geldig gepubliceerd in 1945 door Henry Augustus Pilsbry.